# David Armitage Bannerman

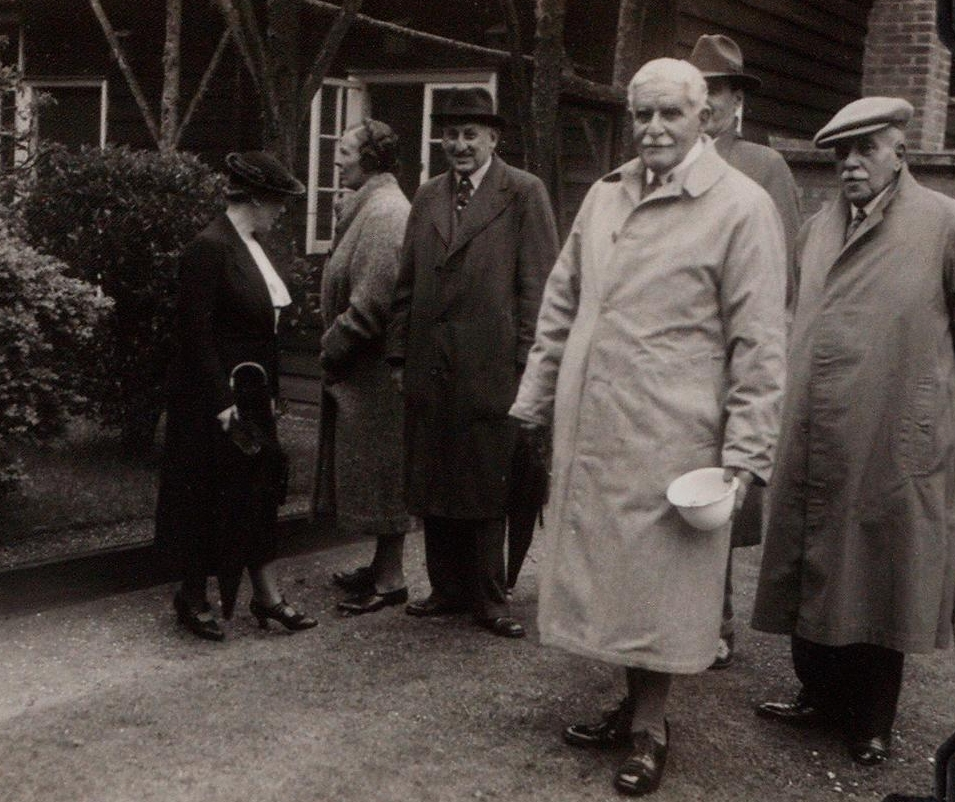
Von Links: Frau Bannerman, unbekannte Frau, David Armitage Bannerman (1886–1979), Alfred Ezra und David Ezra

David Armitage Bannerman (* 27. November 1886 in Pendleton, Lancashire; † 6. April 1979) war ein britischer Ornithologe.

## Leben
Bannerman war der Sohn von David Alexander und Edith Armitage Bannermann. 1909 erlangte er den Bachelor-of-Arts-Abschluss am Pembroke College in Cambridge. 1927 graduierte er zum Master of Arts und 1937 wurde er an der University of Glasgow zum Doctor of Sciences promoviert. 1964 wurde er dort zum Ehrendoktor der Rechte (LL.D. hon.) ernannt. 1911 heiratete er seine erste Frau Muriel Morgan, die 1945 verstarb. Aus dieser Ehe gingen ein Sohn und zwei Töchter hervor. 1952 heiratete er W. Mary Holland, die bei mehreren von Bannermans Werken als Co-Autorin fungierte.
Bannerman unternahm ausgedehnte Reisen nach Afrika, den Westindischen Inseln, Südamerika und den Inseln im Atlantischen Ozean.
Aus gesundheitlichen Gründen beim Militärdienst ausgemustert, diente er für vier Jahre während des Ersten Weltkrieges beim Britischen Roten Kreuz in Frankreich. Anschließend erhielt er bis zu seiner Pensionierung im Jahre 1951 eine Anstellung beim Natural History Museum in London. In dieser Zeit lehnte er zweimal den Posten des Museumsdirektors des British Museum ab. Er war der Vorsitzende des British Ornithologists’ Club von 1932 bis 1935 und Herausgeber des Bulletin of the British Ornithologists' Club von 1914 bis 1915. Darüber hinaus war er Vizepräsident der British Ornithologists’ Union und der Royal Society for the Protection of Birds. Er verfasste mehrere Artikel für das Journal Ibis. Seit 1923 war er Fellow der Royal Society of Edinburgh.
Bannerman beschrieb erstmals Vogelarten, wie den Pemba-Brillenvogel (Zosterops vaughani), den Bamendafeinsänger (Apalis bamendae) und den Kanaren-Austernfischer (Haematopus meadewaldoi).

## Dedikationsnamen
Nach Bannermann sind mehrere Vogelarten benannt, darunter der Bannerman-Turako (Tauraco bannermani), der Bannerman-Nektarvogel (Cyanomitra bannermani), der Bannerman-Weber (Ploceus bannermani) und der Boninsturmtaucher (Puffinus bannermani).

## Werke (Auswahl)
- The Birds of Tropical West Africa. illustriert von George Edward Lodge. 8 Bände. 1930–1951.
- The Birds of West and Equatorial Africa. 2 Bände. 1953.
- Larger Birds of West Africa. Penguin, London 1958.
- mit Winifred Mary Jane Bannerman: Birds of Cyprus. Oliver & Boyd, Edinburgh 1958.
- The Birds of the British Isles. illustriert von George Edward Lodge. 12 Bände. Oliver and Boyd, Edinburgh 1933–1963.
- mit Winifred Mary Jane Bannerman: The Birds of the Atlantic Islands. illustriert von David Morrison Reid Henry. 4 Bände. Oliver and Boyd, Edinburgh 1963–1968.
  - Vol. 1: A History of the Birds of the Canary Islands and the Salvages. 1963.
  - Vol. 2: A History of the Birds of Madeira, The Desertas and the Porto Santo Islands. 1965.
  - Vol. 3: A History of the Birds of the Azores. 1966.
  - Vol. 4: A History of the Birds of the Cape Verde Islands. 1968, ISBN 0-05-001802-7.
- mit Winifred Mary Jane Bannerman: Handbook of the Birds of Cyprus and Migrants of the Middle East. Oliver and Boyd, Edinburgh 1971, ISBN 0-05-002445-0.
- mit Joseph A. Vella-Gaffiero: Birds of the Maltese Archipelago. Museums Department, Valletta 1976.
- mit Winifred Mary Jane Bannerman: The Birds of the Balearics. illustriert von Donald Watson. Croom Helm / Tanager Books 1983, ISBN 0-88072-022-0.